# Wing Commander (videogioco 1990)
Wing Commander (in seguito chiamato anche Wing Commander I) è il primo episodio dell'omonima serie di videogiochi. Wing Commander è un simulatore di volo fantascientifico sviluppato dalla Origin Systems per i sistemi MS-DOS e in seguito visto il notevole successo portato sulle piattaforme Amiga, Super Nintendo e Sega CD. Nel 2006 il videogioco è stato portato su PlayStation Portable con la raccolta EA Replay.
Il gioco è ambientato nel 2654 e venne ideato da Chris Roberts come una specie di seconda guerra mondiale nello spazio. I piloti fanno parte della Confederazione Terrestre che combatte contro i Kilrathi, una razza aggressiva simile a felini che ha scatenato una sanguinosa guerra con la Confederazione Terrestre. Il gioco viene influenzato dall'andamento delle missioni: se ben riuscite portano ad avanzamenti di grado e all'utilizzo di mezzi migliori, mentre il fallimento porta a riduzioni di grado o alla perdita della partita nel caso di missioni critiche.

## Trama
Il giocatore interpreta un pilota senza nome appena entrato a far parte dell'equipaggio della gloriosa TCS Tiger Claw, un'astronave classe Bengal. Il giocatore sceglie il nome e il soprannome del pilota e inizia le missioni. Se le missioni hanno successo, il pilota viene portato a sferrare un colpo decisivo all'esercito Kilrathi attaccando il loro quartier generale nel settore Venice; nel caso il pilota non riesca a svolgere in modo ottimale le missioni, queste diventano mano a mano più difensive e possono portare la Tiger Claw a ritirarsi dal settore. Dei due finali, quello considerato "canonico" è il finale vincente, quello che porta alla distruzione del quartier generale nemico. Questo finale viene utilizzato come punto di partenza per il seguito, Wing Commander II: Vengeance of the Kilrathi.

## Espansioni

### Wing Commander: Secret Missions
Wing Commander: Secret Missions è la prima espansione del gioco. Questa espansione è nota anche per essere una delle prime espansioni in assoluto immesse sul mercato. L'espansione per essere utilizzata richiedeva la presenza del gioco originale. L'espansione aggiungeva nuove missioni, nuove astronavi e una nuova trama oltre a incrementare la difficoltà del gioco. Il gioco venne immesso in commercio per Super Nintendo come cartuccia indipendente. 
La Tiger Claw arriva nel settore Goddard per via di una chiamata di soccorso di una colonia. La chiamata era stata interrotta senza motivo e all'arrivo sulla colonia la nave scopre che la colonia è stata distrutta e che un quarto di milioni di coloni sono morti. La confederazione scopre che è colpa della nuova arma dei Kilrathi l'arma a gravitoni. Quest'arma è in grado di incrementare il campo di gravità di migliaia di volte. Grazie al lavoro dei servizi segreti e dei piloti della Tiger Claw si riesce a catturare un corriere. Il corriere informa la confederazione che l'arma è montata su una nuova classe di astronavi, la classe C-in-C, nome in codice Sirval, come il dio della guerra Kilrathi. La nave Sirval viene intercettata nel settore Vigrid e distrutta, sebbene questo non venga mostrato nel gioco e non si riesca mai a incontrare un'astronave di quella classe.
A differenza del gioco originale l'espansione non è dotata di ramificazioni nella storia e nella missioni. Ogni giocatore gioca le stesse missioni nello stesso ordine ma se fallisce una missione si trova a effettuare le due missioni che portano alla perdita della partita.
Come Wing Commander I anche la versione per Super Nintendo di Secret Mission 1 sono state incluse nella raccolta EA Replay.

### Wing Commander: Secret Missions 2: Crusade
La seconda espansione per Wing Commander si chiama Secret Missions 2: Crusade e continua il gioco con nuova storie, nuove navi e nuove missioni. Nell'espansione viene aggiunta la presenza di due nuovi piloti nella squadra.
La Tiger Claw è nel settore Firekka. La specie senziente nativa del settore sta trattando con la confederazione per entravi. La tensione è alta e può solo crescere. Nel settore c'è una presenza stranamente alta di navi Kilrathi, comprese degli aggiornamenti delle navi Dralhi II e nelle navi mai viste, la classe Hhriss e la classe Snakeir. La storia si sviluppa interno a delle battaglie con molte astronavi. I Firekkans firmano per entrare nella confederazione ma l'esercito della Terra si trova costretto a ritirarsi dal settore. Nello stesso periodo il capo dei Kilrathi Ralgha nar Hhallas porta il proprio incrociatore classe Fralthi presso la colonia ribelle Ghorah Khar per domare la rivolta. Intanto durante una missione il capitano Kien Bossman Chen risulta disperso durante una missione con l'astronave di Jeannette Devereaux. Per finire vengono trasferiti dalla TCS Austin i piloti Zachary "Jazz" Colson e Etienne "Doomsday" Montclair. Questi fatti avvengono nelle prime sei missioni dell'espansione.
La presenza dei Kilrathi viene finalmente svelata da una trasmissione del principe degli alieni Thrakhath nar Kiranka, questo dice che il settore Firekka è stato scelto per la celebrazione dei riti di Sivar, una festività religiosa molto importante che implica combattimenti, sacrifici di esseri viventi e cerimonie. La confederazione decide di abbattere in modo significativo il morale dei Kilrathi bloccando le festività e quindi assegna molte truppe al settore. Mentre i caccia Kilrathi pattugliano il settore le truppe della confederazione si trasferiscono in segreto. Grazie ai Firekkans e ad alcuni dei migliori piloti della confederazione le festività di Sivar vengono interrotte e i Kilrathi costretti a ritirarsi sebbene prima di andarsene rapiscano alcuni alti dignitari Firekkans.
La rivolta di Ghorah Khar pur essendo annunciata dai servizi segreti durante la fase iniziale del gioco viene effettivamente mostrata solo nella prima espansione di Wing Commander II. Inoltre alla fine di Crusade  Jeannette Devereaux è trasferita sulla TCS Austin con la mansione di Wing Commander.
Legato al gioco è il primo libro legato a Wing Commander, Wing Commander: Freedom Flight che prendendo spunto dall'espansione racconta le vicende di Mercedes Lackey e Ellen Guon.

## Il manuale:Claw Marks
Insieme al primo Wing Commander era incluso il manuale che, sotto forma di rivista intitolata Claw Marks, suggeriva le principali tattiche da utilizzare e forniva statistiche sulle navi, sugli armamenti e sui piloti della confederazione e dei Kilrathi. Questo manuale è la principale fonte di informazioni tecniche dell'universo di Wing Commander.